# Abrazor
Abrazorul este o unealtă folosită la prelucrarea prin așchiere, de forme variate (cilindrică, conică, sferică etc.), făcută dintr-un material abraziv, aglomerat printr-un liant organic sau anorganic, ori prin tăiere din abrazive naturale (ex. gresia). Cel mai important producător de abrazoare (corpuri abrazive) din România este uzina de la Cluj-Napoca Carbochim.

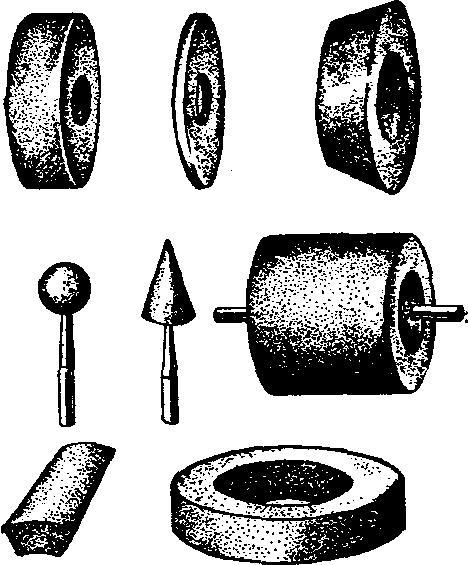